# Kastavski kapetan
Kastavski kapetan je opera u 3 čina skladateljice Ivane Lang
Libreto je napisao književnik i pjesnik Tomislav Prpić. Skladateljicu Ivanu Lang je privukla priča burne proslošti grada Kastva.
Kastavski kapetan (prva verzija iz 1953), koja ni u konačnoj verziji nije dovršena zbog prerane smrti skladateljice. Ivana Lang započela je rad na instrumentaciji, no nije ga nikad privela kraju. Kastavski kapetan formalno je riješen i ostavljen u zapisima za glasove i klavir, kao svojevrstan klavirski izvadak još nenapisane partiture. To je ujedno i najopsežnije djelo iz ostavštine Ivane Lang i središnje ostvarenje u krugu njezinih umjetničkih interesa okrenutih istarskoj povijesti i specifičnostima istarskoga narodnog melosa.